# شون نوگایتو
شون نوگایتو (انگلیسی: Shun Nogaito؛ زادهٔ ۱۱ سپتامبر ۱۹۸۶) بازیکن فوتبال اهل ژاپن است.